# Christian Poucet
Christian Poucet, né le 11 novembre 1956 à Villagarcia (Espagne) et mort assassiné le 29 janvier 2001 à Baillargues (Hérault), est un syndicaliste français, secrétaire national de la Confédération de défense des commerçants et artisans (CDCA) de 1985 à 1996 et président de la Confédération européenne de défense des commerçants, artisans, agriculteurs et professions libérales (CDCAE) de 1992 à 2001. 
Il a acquis sa notoriété en militant pour la fin du monopole de la Sécurité sociale, notamment pour les travailleurs indépendants, commerçants, artisans, agriculteurs et les professions libérales. Il est à l'origine du premier recours européen pour demander l'abrogation du monopole de la Sécurité sociale qui a donné lieu à l'arrêt « Poucet et Pistre ».
Son assassinat par deux hommes munis d'une arme de poing reste à ce jour non élucidé.

## Biographie

### Engagement syndical et politique
D'abord marchand de chaussures, il adhère au « Comité de défense des artisans et commerçants » (CDAC) de l'Hérault, et devient en 1985 secrétaire national de la Confédération de défense des commerçants et artisans (CDCA), né cette année-là de la fusion du CDAC avec le « comité de défense des commerçants et artisans » de Bretagne.
La « Confédération européenne de défense des commerçants, artisans, professions libérales et agriculteurs » (CDCAE), est créée en 1992. Son siège est à Bruxelles et Christian Poucet en assume la présidence. En septembre 1996, Christian Poucet démissionne de son poste de secrétaire national du CDCA pour continuer d'occuper la fonction de président de la CDCAE.
Lors d'une manifestation de la Confédération de défense des commerçants et artisans, le 8 décembre 1994 à Toulouse, Christian Poucet annonce sa candidature à l'élection présidentielle. Il recueille 380 parrainages, soit 120 de moins que les 500 requis pour pouvoir se présenter.
Christian Poucet organise de nombreuses manifestations et actions visant à dénoncer les cotisations sociales pesant sur les commerçants, et crée un système parallèle de mutuelles et d'aides pour ceux-ci. Il se fait une spécialité dans la délocalisation fictive des entreprises afin que celles-ci échappent au fisc français. En 1998, il crée à Marseille une première société de conseil en délocalisation et en investissement, la Scofi, puis deux autres à Baillargues près de Montpellier : la CDCE et la CDCI. Ainsi, moyennant le paiement d'une commission, les commerçants et artisans refusant de payer leurs cotisations sociales voyaient le siège de leurs sociétés relocalisée à Madère ou à Dublin. Ces pratiques avaient fini par attirer l'attention de la brigade financière.
Il est à l'origine du premier recours européen pour demander l'abrogation du monopole de la Sécurité sociale qui a donné lieu à l'arrêt « Poucet et Pistre » ; Christian Poucet invoque notamment le droit européen de la concurrence. Dans cet arrêt, la Cour de justice des communautés européennes estime que les organismes de la Sécurité sociale en cause (caisse chargée de la gestion du régime d’assurance maladie et maternité, caisse chargée de la gestion d’assurance vieillesse pour les professions artisanales) participent à la gestion de service public et remplissent une fonction de caractère exclusivement social, et qu'il ne s'agit pas de fait d'une entreprise.
Le 30 novembre 1996, il est placé 48 heures en garde à vue par un juge d'instruction de Montpellier chargé du dossier CDCA. Sa défense est assurée par maître Jacques Vergès et par maître Richard Marcou. Le 3 décembre 1996, Christian Poucet est condamné à un an de prison ferme pour « acquisition et détention d'armes » trouvées à son domicile lors d'une perquisition dans le cadre de l'enquête du SRPJ de Montpellier sur le CDCA, mais également « menaces de mort » sur le juge d'instruction chargé du dossier CDCA. Ces menaces proférées lors d'un meeting à Perpignan valent au magistrat visé d'être mis sous protection rapprochée. S'ajoute à cette peine la révocation d'un sursis de deux ans d'une condamnation précédente, soit au total trois ans de prison ferme. Après 13 mois de détention et le passage par quatre établissements pénitentiaires, il est libéré le 15 décembre 1997 de la prison de la Santé à Paris.

### Assassinat
Le 29 janvier 2001, Christian Poucet est assassiné de plusieurs balles de gros calibre par deux hommes cagoulés alors qu'il se trouve dans les bureaux de sa société le Centre de délocalisation et de conseil international (CDCI), située à Baillargues dans l'Hérault, au bord de la route nationale 113 (société créée avec l'aide de Jean-Michel Boucheron et permettant aux chefs d'entreprises l'expatriation fiscale). Son assassinat reste non élucidé.
Au lendemain de la mort de Christian Poucet, Pierre Vérot, qui était en conversation téléphonique avec lui au moment du crime, sera nommé président du CDCA européen. En mai 2001, l'association Christian Poucet est créée. En 2002, elle quitte le giron de la CDCAE pour perpétuer la mémoire et le souvenir de Christian Poucet et des actions du CDCA ; elle a également comme but de réunir tous ses sympathisants à chaque date anniversaire de la mort du leader de la CDCA européenne. 
Cet assassinat s'ajoute à la mort suspecte quelques mois plus tôt d'un autre dirigeant de la CDCA, Philippe Wargnier, dans le crash de son avion juste après son départ de l'aérodrome de Montpellier - Candillargues (Hérault) en raison du dérèglement d'une jauge affichant le niveau d'essence restant dans l'appareil,. Fin 2011, la publication de L'Assassinat du docteur Godard par Éric Lemasson met en lumière une piste financière, voire mafieuse, au sujet de l'affaire Godard, en s'appuyant sur une série d'assassinats autour de la CDCA, dont Yves Godard était un membre actif. Mais le journaliste n'apporte aucune preuve à l'appui de sa théorie, tandis que des non lieux sont prononcés par la justice dans ces deux affaires. 
L'hypothèse de l'implication d'une cadre de Madère intervenant dans la gestion de l'argent géré par les sociétés offshore composant le système de mutuelles et d'aides pour les artisans est évoquée en janvier 2002. Des proches de Christian Poucet n'hésitent pas à affirmer que ce sont les activités syndicalistes de Christian Poucet, notamment son engagement contre le monopole de la Sécurité sociale en France, qui ont conduit à son assassinat.

## Détail de son parcours syndical
- 1992 - 2001 : président de la Confédération européenne de défense des commerçants, artisans, agriculteurs et professions libérales (CDCAE)
- 1985 - 1996 : secrétaire national Comité de défense des commerçants et artisans (CDCA)
- 1984 - 1985 : responsable du Comité de défense des artisans et commerçants (CDAC)
- 1982 - 1984 : membre du Comité d’organisation sociale des artisans et commerçants (COSAC)

## Documentaire télévisé
- Non élucidé : l'affaire Christian Poucet, diffusé le 9 février 2014 sur France 2 (Rediffusion le 25 janvier 2018 sur RMC Découverte, le 7 août 2019, le 23 juillet 2022 et le 24 septembre 2022 sur RMC Story)